# Грін Мамба
Футбольний клуб «Грін Мамба» або просто Грін Мамба (англ. Green Mamba Football Club) — есватінський футбольний клуб, який базується у місті Сімує. 

## Історія
Футбольний клуб «Грін Мамба» було засновано в 1987 році в місті Сімує. Свою назву клуб отримав від назви одного з видів змій, Мамби зеленої, яка проживає в східних та південно-східних регіонах Африки. Команда одного разу виграла національний чемпіонат та шість разів ставала володарем національних кубків.
Завдяки вдалим виступам у національних турнірах, клуб двічі брав участь у континентальних турнірах (Кубку КАФ та Лізі чемпіонів КАФ), але жодного разу так і не зміг подолати 2-ий раунд турніру.

## Досягнення
- Есвантіська МТН Прем'єр-ліга:
  -  Чемпіон (1): 2011
  -  Срібний призер (3): 2000, 2005, 2007
  -  Бронзовий призер (2): 2004, 2013

- Кубок Есватіні з футболу‎:
  -  Володар (2): 2004, 2012
  -  Фіналіст (1): 2016

- Есватінський кубок Торгової палати:
  -  Володар (3): 2001, 2003, 2005
  -  Фіналіст (1): 1994

- Кестл Прем'єр Челендж:
  -  Володар (1): 2014

## Статистика виступів на континентальних турнірах
| Сезон | Турнір             | Раунд      | Клуб                 | Вдома | На виїзді | Загалом    |
| ----- | ------------------ | ---------- | -------------------- | ----- | --------- | ---------- |
| 2001  | Кубок КАФ          | 1          | Занако               | 0-0   | 1-1       | 1-1 (в.г.) |
| 2001  | Кубок КАФ          | 2          | Ферроваріу ді Мапуту | 0-2   | 0-2       | 0-4        |
| 2012  | Ліга чемпіонів КАФ | Попередній | ФК «Платінум»        | 2-4   | 0-4       | 2-8        |